# Polittico di Sant'Anna (Zenale)
Il Polittico di Sant'Anna è un dipinto a tempera e olio su tavola di Bernardo Zenale, databile al 1490 circa e oggi smembrato. Due pannelli sono alla Collezione Contini Bonacossi di Firenze e uno nello Spencer Museum of Art di Lawrence (Kansas), ma si pensa che l'opera avesse altri scomparti a oggi ancora sconosciuti.

## Storia
Il polittico si trovava nella chiesa di Sant'Anna a Milano o forse nella basilica di Sant'Ambrogio, dei cistercensi, dove venne smembrato durante le soppressioni e disperso. Passati attraverso la raccolta Frizzoni Salis di Bergamo, vennero infine immessi sul mercato antiquario.
L'opera venne ricostruita in occasione di una mostra a Milano nel 1958.

## Descrizione e stile
Sotto un'elaborata architettura in prospettiva, sullo sfondo di un cielo azzurro e di qualche brano di paesaggio, Maria in trono, senza il Bambino (riprendendo l'iconografia della Pentecoste) è adorata da un'affollata serie di santi, tra cui spiccano in primo piano Giovanni Battista (che tiene un cartiglio con una frase del Cantico dei Cantici "NIGRA SVM SED FORMOSA FILIA YERVSALEM IDE") e santo Stefano. Probabilmente l'intenzione era quella di omaggiare l'Ognissanti. Il pannello centrale, che pure dovette essere ridotto nelle misure, è alto 129 e largo 63 cm.
I pannelli laterali, alla Collezione Contini Bonacossi presso gli Uffizi, mostrano:
- San Michele Arcangelo (115x51 cm) con la bilancia con cui soppesa due anime e la lunga spada con cui sconfigge un demonio ai suoi piedi, dall'aspetto grottesco derivato dalle stampe nordiche
- San Guiglielmo da Vercelli (o san Bernardo) e un monaco cistercense (113x50 cm), in rappresentanza dei committenti. Il vescovo indossa un piviale con ricchi ricami di santi, che alludono a temi ambrosiani, come anche il bastone pastorale con flagello e tre corde, tipico attributo di sant'Ambrogio che allude alla Trinità e alla sua condanna dell'Arianesimo.

I santi sono inseriti in una ricca architettura bramantesca, tipica della produzione lombarda prima dell'arrivo di Leonardo da Vinci; sicuramente anche la perduta cornice contribuiva a creare l'effetto di una loggia aperta come una finestra. A giudicare dalla prospettiva perfezionata per una visione dal basso, i tre pannelli facevano parte probabilmente del registro superiore di un polittico, piuttosto che di un trittico.

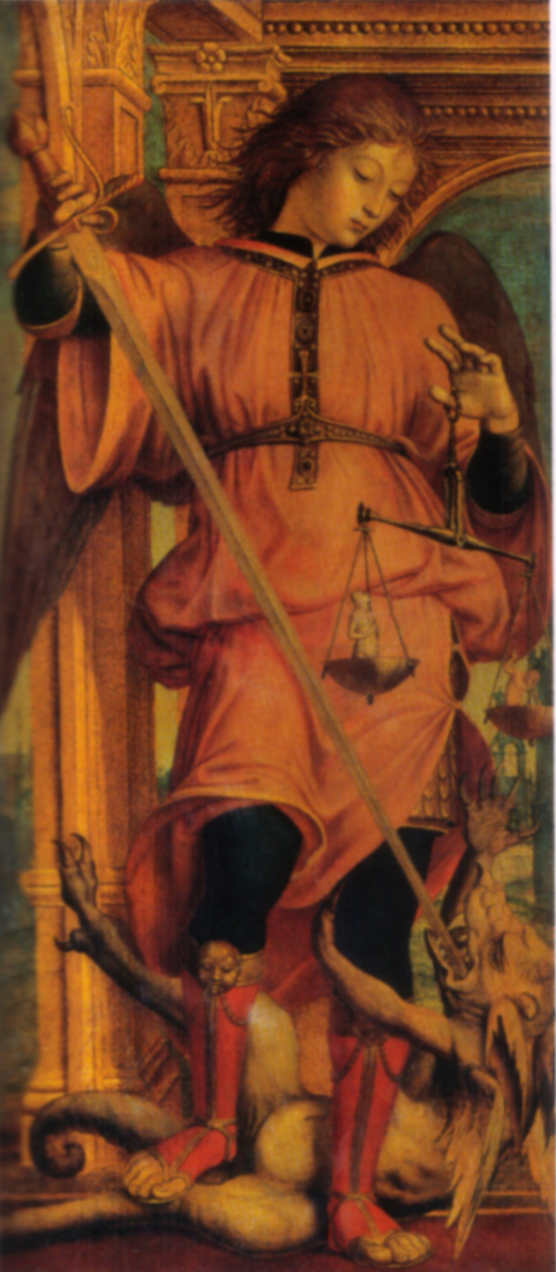
San Michele
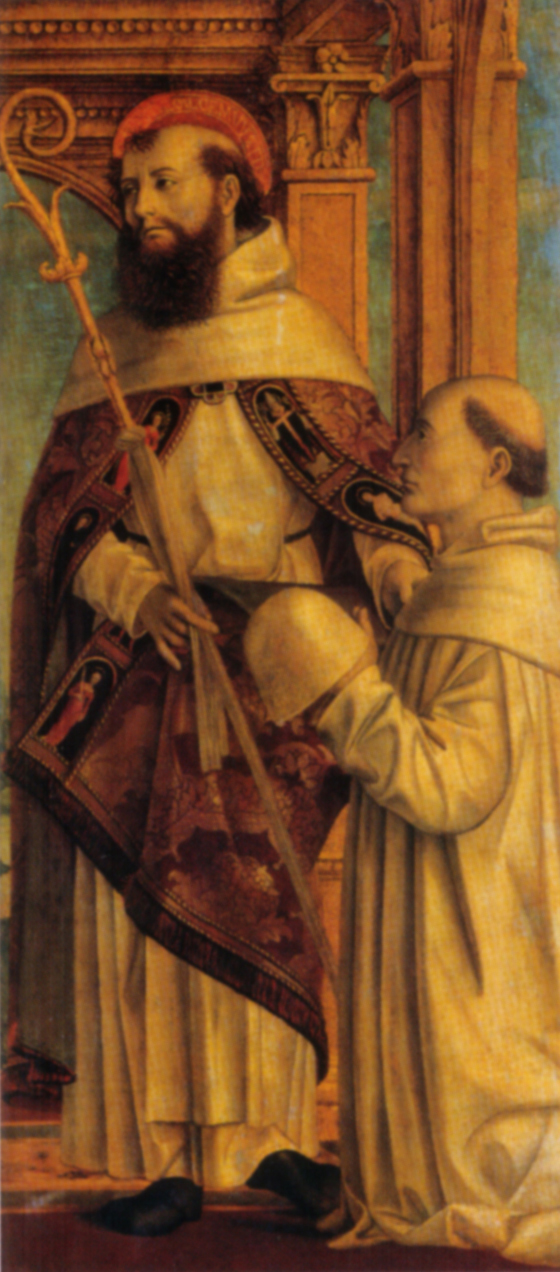
Santo vescovo e un monaco cistercense